# 宮村站
宮村站（日语：／ Miyamura eki */?）是位於京都府宮津市宮村，WILLER TRAINS（京都丹後鐵道）的宮福線車站。車站編號為F11。

## 歷史
- 1988年（昭和63年）7月16日 - 宮福鐵道（現時：北近畿丹後鐵道）宮福線開通，此站啟用[1]。
- 2015年（平成27年）4月1日 - 由WILLER TRAINS接管車站，成為京都丹後鐵道宮福線車站。

## 車站構造
車站是一座地面車站，設有2面2線相對式月台，可進行列車交會。如需前往對面月台，需要使用樓梯於地面橫過月台。1號月台是上下行本線和一線通過結構。通過列車會使用1號月台。下行停站列車與反方向的通過列車進行列車交會時，會使用副本線的2號月台。

此站是無人車站。此站設有廁所（旱廁）。

### 月台
| 月台 | 路線    | 上下行 | 方向             | 備註                |
| ---- | ------- | ------ | ---------------- | ------------------- |
| 1    | ■宮福線 | 下行   | 宮津、天橋立方向 | 部分列車使用2號月台 |
| 2    | ■宮福線 | 上行   | 福知山方向       |                     |

## 車站周邊
- 百合丘團地 - 車站西邊
- 綾部宮津道路宮津天橋立交匯處 - 車站南邊
- 京都府道9號綾部大江宮津線（日语：京都府道9号綾部大江宮津線）
- 京都府立宮津高等學校（日语：京都府立宮津高等学校） - 車站西北方，步行15分鐘。
- 金引瀑布（日语：金引の滝） - 車站西北方。日本瀑布百選之一。
- 福屋宮村店（超級市場）

## 使用狀況
以下為近年1日平均乘車人次列表：
| 乘車人次變化 | 乘車人次變化    |
| 年度         | 1日平均乘車人次 |
| ------------ | --------------- |
| 1999         | 19              |
| 2000         | 16              |
| 2001         | 14              |
| 2002         | 11              |
| 2003         | 16              |
| 2004         | 11              |
| 2005         | 14              |
| 2006         | 14              |
| 2007         | 8               |
| 2008         | 11              |
| 2009         | 8               |
| 2010         | 8               |
| 2011         | 11              |
| 2012         | 8               |
| 2013         | 14              |
| 2014         | 16              |
| 2015         | 16              |
| 2016         | 14              |
| 2017         | 3               |
| 2018         | 5               |

## 相鄰車站
WILLER TRAINS（京都丹後鐵道）
宮福線
- 快速「大江山」、「丹後青松」停車站

喜多（F12）－宮村（F13）－宮津（F14）

## 注腳
1. 1 2  曾根悟（監修）. 朝日新聞出版分冊百科編集部（編集） , 编. . 週刊朝日百科. 14号 神戸電鉄・能勢電鉄・北条鉄道・北近畿タンゴ鉄道. 朝日新聞出版. 2011-06-19: 28 （日语）.
2. ↑  京都府統計書

## 外部連結
- 宮村站 （页面存档备份，存于）（日語） - 京都丹後鐵道